# Leptochelia longimana
Leptochelia longimana är en kräftdjursart som beskrevs av Sueo M. Shiino 1963. Leptochelia longimana ingår i släktet Leptochelia och familjen Leptocheliidae. Inga underarter finns listade i Catalogue of Life.